# 아빠 뭐하세요
아빠 뭐하세요(Home Improvement)는 1991년 9월 17일부터 1999년 5월 25일까지 ABC에서 방영된 시트콤이다.

## 배역
- 양지운 - 아빠(팀 알렌)
- 송도순 - 엄마(패트리샤 리처드슨)
- 최병상 - 알(리처드 칸)
- 김규식 - 이웃아저씨
- 김일 - 장남(재커리 타이 브라이언)
- 김승준 - 차남(조너선 테일러 토머스)
- 성수경 - 막내(타란 노아 스미스)
- 강미형 - 어린시절 장남(재커리 타이 브라이언)
- 김정애 - 어린시절 차남(조너선 테일러 토머스)
- 장유진 - 어린시절 막내(타란 노아 스미스)
- 정미경 - 이야기 진행 도우미